# المعجم الوسيط
المعجم الوسيط هو معجم عربي من إصدار مجمع اللغة العربية بالقاهرة، الطبعة الخامسة عام 2021، ويتألف من جزأين.

## الرؤية
رأى مجمع اللغة العربية إن من أهم الوسائل وضع معجم يقدم للقارئ والمثقف ما يحتاج إليه من مواد لغوية، في أسلوب واضح، قريب المأخذ، سهل التناول. اتفق على أن يسمى هذا المعجم "المعجم الوسيط"، ووكل المجمع إلى لجنة من أعضائه وضع هذا المعجم. تم وضع هذا المعجم بعد الاسترشاد بما أقره مجلس المجمع ومؤتمره من ألفاظ حضارية مستحدثة، أو مصطلحات جديدة موضوعة أو منقولة، في مختلف العلوم والفنون، أو تعريفات علمية دقيقة واضحة للأشياء.
ولهذا كله تهيأ لهذا المعجم ما لم يتهيأ لغيره من وسائل التجديد، واجتمع فيه ما لم يجتمع في غيره من خصائص ومزايا، حيث تم إهمال الكثير من الألفاظ الوحشية، الجافية، أو التي هجرها الاستعمال لعدم الحاجة إليها. كذلك أغفلت بعض المترادفات التي تنشأ عن اختلاف اللهجات وتم الاعتناء بإثبات الحي السهل المأنوس من الكلمات والصيغ، وبخاصة ما يشعر الطالب والمترجم بحاجة إليه، مع مراعاة الدقة والوضوح في الألفاظ أو تعريفها.
واستعين في شرح ألفاظ هذا المعجم بالنصوص والمعاجم التي يعتمد عليها، وتعزيزه بالاستشهاد بالآيات القرآنية، والأحاديث النبوية، والأمثال العربية، والتراكيب البلاغية المأثورة عن فصحاء الكتاب والشعراء وتضمين المعجم ما يحتاج إليه من صور مختلفة كما تم في متن المعجم إدخال ما دعت الضرورة إلى إدخاله من الألفاظ المولدة أو المحدثة، أو المعرّبة أو الدخيلة، التي أقرها المجمع، وارتضاها الأدباء، فتحركت بها ألسنتهم، وجرت بها أقلامهم.

## المحتوى
جرى ترتيب مواد المعجم، كما هو المتعارف، وفقاً للترتيب الأبجدي الألفبائي. ويتلخص المنهج الذي نهجه مجمع اللغة العربية في ترتيب مواد المعجم فيما يلي:
- تقديم الأفعال على الأسماء.
- تقديم المجرد على المزيد من الأفعال.
- تقديم المعنى الحسيّ على المعنى العقلي، والحقيقي على المجازي.
- تقديم الفعل اللازم على الفعل المتعدي.

## وصلات خارجية
- صخر
- صفحة البحث في المعاجمٍ